# Schulamt Seehausen

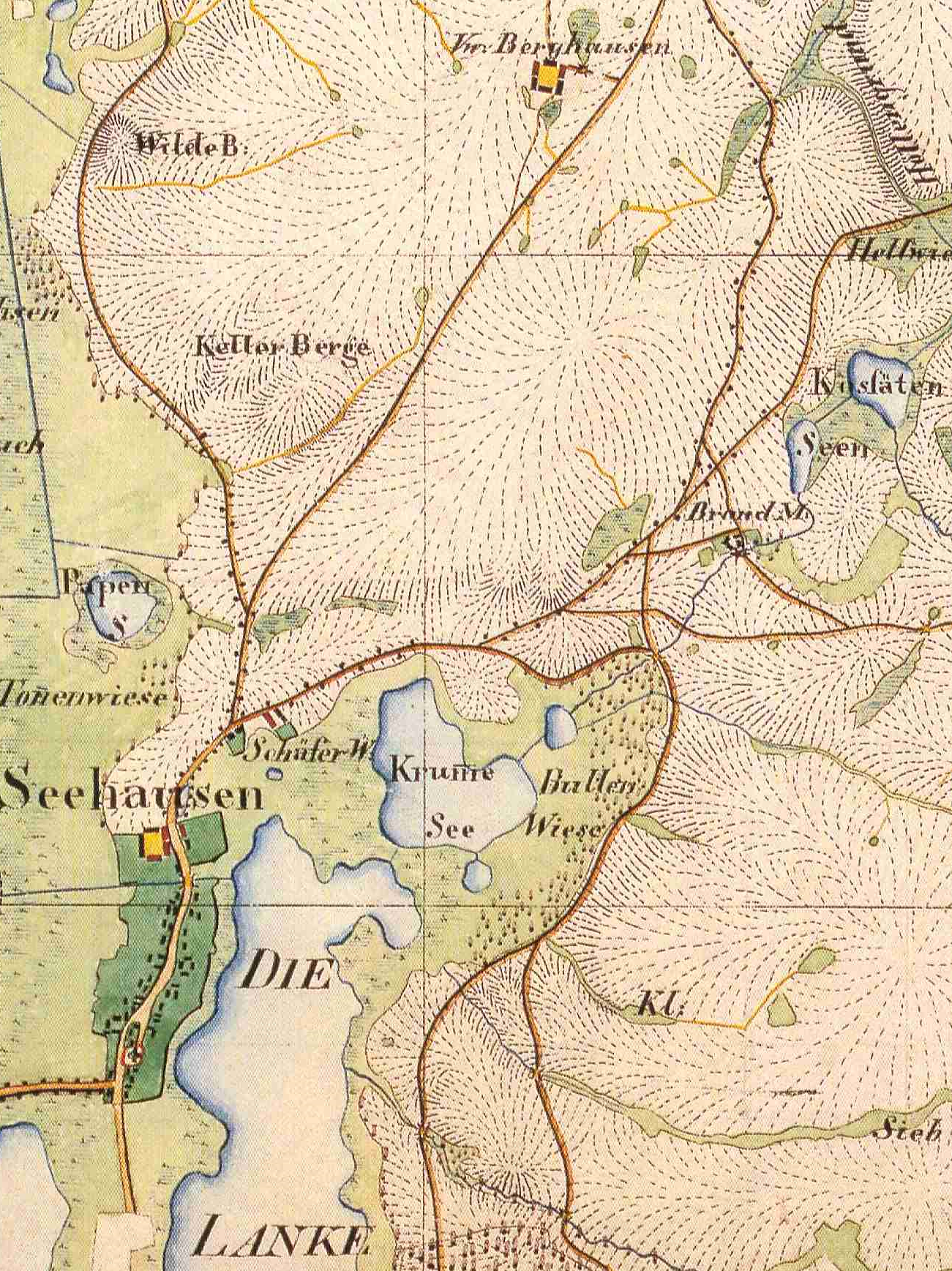
Seehausen mit den Wohnplätzen Berghausen und Brandmühle. Das Vorwerk Seehausen ist das große viereckige Gehöft am nördlichen Dorfende. Ausschnitt aus dem Urmesstischblatt von 1827

Das Schulamt Seehausen war eine Verwaltungseinrichtung des Joachimsthalschen Gymnasiums in Berlin mit Amtssitz in Seehausen (Landkreis Uckermark, Brandenburg). 1664 hatte der damalige markbrandenburgische Landesherr Kurfürst Friedrich Wilhelm dem Gymnasium unter anderen Stiftungsgütern Seehausen zur Administration und Nutzung zugewiesen. Das Joachimsthalsche Gymnasium richtete in Seehausen eine Verwaltungsstelle (Schulamt) ein, die für die Bewirtschaftung der zugehörigen Vorwerke und für das Einziehen der Grundabgaben zuständig war. Die insgesamt fünf Schulämter dienten der Finanzierung des laufenden Schulbetriebes des Joachimsthalschen Gymnasiums. Das Schulamt Seehausen war wahrscheinlich schon Anfang des 18. Jahrhunderts verpachtet und wurde 1872/74 aufgelöst. Die Vorwerke blieben aber im Besitz des Joachimthalschen Gymnasiums und wurden weiterhin als Schulgut bezeichnet.

## Geschichte
Das Joachimsthalsche Gymnasium wurde 1607 vom brandenburgischen Kurfürsten Joachim Friedrich in der erst drei Jahre zuvor von ihm gegründeten Stadt Joachimsthal gegründet. 1635 wurden die Stadt Joachimsthal und die Schulgebäude durch marodierende Soldaten verwüstet, und Lehrer und Schüler flüchteten nach Berlin. Um 1656 wurde der regelmäßige Schulbetrieb wieder aufgenommen. Der damalige Kurfürst Friedrich Wilhelm schenkte dem Joachimsthalschen Gymnasium, das seinen Namen auch nach dem Umzug nach Berlin beibehielt, im Jahr 1664 das Dorf Seehausen und Hebungen im Dorf Seelübbe, die er vom Amt Gramzow-Seehausen abtrennte, zu seinem Unterhalt. In der weiteren Folge der Geschichte wollte der Amtmann des Amtes Gramzow diesen Verlust nicht hinnehmen und prozessierte gegen die Abtrennung bzw. um die Rückgabe dieser Besitzungen, bis König Friedrich Wilhelm I. 1726 die Sache endgültig zugunsten des Gymnasiums entschied. Das Amt Gramzow-Seehausen war aus den Besitzungen der säkularisierten Klöster in Gramzow und Seehausen gebildet worden.
Über die Anfänge des Zisterzienserinnenklosters Seehausen ist wenig bekannt. Dessen Existenz wird erstmals urkundlich mit einem Ablassbrief des Bischofs Wilhelm von Kammin vom 19. November 1250 dokumentiert. Durch Schenkungen und Kauf entstand um das Kloster ein kleiner geschlossener Klosterbesitz bestehend aus zuletzt acht Dörfern, die im Vollbesitz des Klosters waren. 1543 fand die Kirchenvisitation des Klosters statt, ein Abschied ist aber nicht überliefert. Ob das Kloster bis 1545 noch weiter existierte, ist nicht sicher bekannt. Mit dem Brand des Jahres 1545 war jedenfalls das Ende des Klosters besiegelt; es wurde nicht wieder aufgebaut. Anfang des 19. Jahrhunderts waren noch Mauerreste vorhanden, heute sind keine oberirdischen Reste mehr zu sehen. Die Besitzungen wurden zum (Kloster-)Amt Seehausen vereinigt.
Aus den Besitzungen des ebenfalls aufgehobenen Prämonstratenserstiftes Gramzow wurde das Amt Gramzow gebildet, dem 1664 auch die restlichen Besitzungen des aufgehobenen Klosters Seehausen überwiesen wurden. Das Amt Gramzow erscheint danach in der Literatur auch als Amt Gramzow-Seehausen. Vom Kloster Gramzow hat sich noch ein Ruinenrest der Klosterkirche erhalten.
Noch in der zweiten Hälfte des 17. Jahrhunderts hatte das Joachimsthalsche Gymnasium in Seehausen eine Amtsverwaltung eingerichtet, die in der weiteren Geschichte Schulamt Seehausen genannt wurde. Das Zubehör des Schulamtes Seehausen in der Übersicht:
- Berghausen. Das Vorwerk Berghausen wurde 1822 auf der Feldmark von Seehausen neu erbaut.[3][4]
- Brandmühle. Wasser- und Windmühle bei Seehausen[5][6]
- Seehausen, Erbpachtzinsen von den Bauern und Kossäten[7]
- Seelübbe. Dorf mit den Hebungen und Gerichten. Das Vorwerk in Seelübbe gehörte jedoch zum Amt Gramzow.[8][9]

Das Vorwerk Seehausen hatte 1863 zusammen mit Berghausen nach Adolf Frantz eine Gesamtgröße von 3205 Morgen, davon 2050 Morgen Acker, 951 Morgen Wiese und 184 Morgen Weide. Die Pacht betrug 4099½ Taler jährlich. 1871 bestand das Vorwerk Seehausen aus 6 Wohnhäusern mit 104 Bewohnern. Es bildete zusammen mit dem Vorwerk Berghausen einen eigenen Gutsbezirk, den Gutsbezirk Seehausen. 1872/74 wurde das Schulamt Seehausen aufgelöst, die hoheitlichen Aufgaben wurden auf den Kreis Angermünde und die 1874 neu gegründeten Amtsbezirke übertragen. Der Gutsbezirk Seehausen mit den Vorwerken in Seehausen und Berghausen wurde dem Amtsbezirk 1 Seehausen des Kreises Angermünde zugewiesen. Zum Amtsvorsteher wurde Schulamtspächter Steinicke in Seehausen bestimmt, Stellvertreter war der Gutsbesitzer Wölle auf Warnitz. 1878 ist Steinicke gestorben. Im General-Adressbuch der Ritterguts- und Gutsbesitzer im Deutschen Reiche von 1879 wird das Vorwerk in Seehausen weiterhin als Schulamt des Joachimsthal'schen Schulamtes bezeichnet. Die Größe des Gutes ist hier mit 1286,02 ha beziffert, davon 1018,43 ha Acker, 218,20 ha Wiesen, 29,68 ha Hutung und 19,76 ha Wasser. Der Grundsteuerreinertrag wurde mit 11.916 Mark angesetzt. Das Schulgut Seehausen war nicht kreistagsfähig, hatte also keinen Sitz und keine Stimme im Kreistag. Die Größenangaben sind sehr merkwürdig, da in den folgenden Handbücher(n) des Grundbesitzes im Deutschen Reiche das Gut wesentlich kleiner angegeben wird. Das Handbuch des Grundbesitzes im Deutschen Reiche von 1885 nennt eine Gesamtgröße von 802 ha, davon 521 ha Acker, 219 ha Wiesen, 30 ha Hutung und 32 ha Wasser. Der Grundsteuerreinertrag ist mit 12.126 Mark angesetzt. In den Handbücher(n) des Grundbesitzes im Deutschen Reiche von 1896 und 1903 sind dieselben Werte genannt. Niekammer's Güter-Adressbuch der Provinz Brandenburg von 1907 nennt eine Gesamtgröße von 805 ha, davon 535 ha Acker, 198 ha Wiesen, 7 ha Hutung, 30 ha Unland, Hofräume, Wege etc. und 35 ha Wasser. Der Tierbestand ist mit 80 Pferden (einschl. Fohlen), 210 Stück Rindvieh, davon 101 Kühe und 20 Schweinen angegeben. Zum Betrieb gehörte auch eine Brennerei. Der Grundsteuerreinertrag ist mit 12.121 Mark angesetzt. 1929 hatte sich nach Niekammer's Güter-Adressbuch der Provinz Brandenburg nur der Tierbestand mit 86 Pferden, 180 Stück Rindvieh, davon 102 Kühe und 22 Schweinen leicht verändert.
Das Gut wurde in der Bodenreform von 1946 enteignet und aufgeteilt.

## Amtleute und Pächter
- 1839 Gründler, Beamter[20]
- 1842, 1848 Gründler, Oberamtmann[21] er wurde 1842 zum Königlichen Oberamtmann ernannt[22]
- 1854–63 Theodor Wilhelm Hermann Gustav Gründler
- ab 1864 Friedrich Steinicke[23][24][25]
- 1874 Schulamtspächter Steinicke[12]
- 1876 Steinicke, Pächter, Königlicher Oberamtmann[26]
- 1879 Frau Oberamtmännin Steinecke[14]
- 1885 Witwe Louise Steinecke, geb. Otto, Oberamtmännin, Gustav Otto, Administrator[15]
- 1896 Witwe Louise Steinecke, geb. Otto, Oberamtmännin[16]
- 1903 Witwe Louise Steinecke, geb. Otto, Oberamtmännin[17]
- 1907 Witwe Louise Steinicke, geb. Otto/Erich Otto Ltn. d. R.[18]
- 1914 Frau Luise Steinicke/Erich Steinicke[27]
- 1921 Frau Luise Steinicke/Erich Steinicke[28]
- 1923 Frau Luise Steinicke[29]
- 1929 Erich Steinicke, Amtmann[19]